# 산드라 산티아고
산드라 산티아고(Saundra Santiago, 1957년 4월 13일 ~ )는 미국의 텔레비전 배우, 영화배우, 연극 배우이다.
브롱크스에서 태어났다.

## 영화
- 더 하우스 댓 잭 빌트 (2013년)
- 데미지 시즌1 (2007년)
- 닉 앤 제인 (1997년)
- 언제나 마음은 태양 2 (1996년)
- 탐정 행스 (1994년)
- K9 캅스 (1993년)
- 법과 질서 (1990년)
- 할렘가의 아이들 (1984년)
- 마이애미의 두 형사 (1984년)
- 원 라이프 투 리브 (1968년)
- 가딩 라이트 (1952년)